# Søfteland
Søfteland (også brugt Syfteland) er en by i Os kommune i Vestland fylke i Norge. Byen har 1.355 indbyggere (2012). Søfteland ligger på den sydlige dl saf Bergenshalvøen nogle få kilometer syd for kommunegrænsen til Bergen, og nord for Osøyro. Her ligger blandt andet Søfteland skole, og E39 går gennem byen.